# Thuraya
Thuraya (Arabisch: الثريا) betekent in het Arabisch Zevengesternte of Pleiaden. Thuraya is een regionaal satellietcommunicatienetwerk, eigendom van en beheerd door het gelijknamige bedrijf.
Het verzorgingsgebied van Thuraya beslaat een gebied dat loopt van de Atlantische kust voor Afrika in het Westen tot ongeveer de internationale datumgrens in het Oosten. Dit wordt mogelijk gemaakt door twee actieve geosynchrone satellieten.
Het bedrijf is gevestigd in de Verenigde Arabische Emiraten en biedt zijn producten en diensten aan via een netwerk van serviceproviders.

## Geschiedenis
In 1997 richtte een consortium van Arabische telecommunicatiebedrijven en internationale investeringsmaatschappijen het bedrijf op met een initieel gestort kapitaal van US$ 25 miljoen. Op 11 september 1997 werd een contract gesloten met het toenmalige Hughes Space and Communications (tegenwoordig onderdeel van Boeing) voor het opzetten van een compleet satellietcommunicatiesysteem ter waarde van één miljard Amerikaanse dollar.
Het project omvatte het opzetten van een centraal beheercentrum en gateway of ontvangststation in Sharjah, VAE, het bouwen en lanceren van de eerste geostationaire communicatiesatelliet en een kwart miljoen draagbare telefoontoestellen.
Op 21 oktober 2001 werd de Thuraya 1-satelliet gelanceerd vanaf het Sea Launchplatform. Na een correcte lancering bleken er problemen te zijn met de zonnepanelen waardoor er onvoldoende elektrisch vermogen beschikbaar was voor normaal operationeel gebruik. Vervolgens werd op 10 juni 2003 de Thuraya 2-satelliet gelanceerd als vervanging voor de eerste satelliet. De Thuraya 1 wordt nu alleen ingezet voor testdoeleinden en mogelijk fallbackplatform. In 2008 werd het verzorgingsgebied uitgebreid door de lancering van de Thuraya 3.

## Producten en diensten

### Beschikbare diensten
Via het Thurayanetwerk kan men met draagbare telefoons telefoongesprekken (voice) voeren, sms- en mms-berichten sturen en ontvangen, faxberichten verwerken, dataverbindingen opzetten en toegang krijgen tot internet.
Voor maritiem gebruik bestaat een speciale unit met aanvullende dienst om noodberichten te versturen naar vooraf ingestelde bestemmingen via sms inclusief de automatisch meegestuurde positie.
Via de sms-centrale kan ook de exacte gebedstijd en -richting opgevraagd worden voor de plek waar de telefoon de aanvraag verstuurde.
In combinatie met een daarvoor geschikt toestel is het mogelijk gebruik te maken van landgebonden mobieletelefonienetwerken via roamingovereenkomsten. Naar keuze van de gebruiker kan overgeschakeld worden op dergelijke netwerken als de satellietverbinding wegvalt (bijvoorbeeld overdekte locatie) of zodra de telefoon binnen het dekkingsgebied van een geschikt gsm-netwerk komt. Het ontvangen van gesprekken of berichten via roaming is gratis. Om zelf te bellen of berichten te sturen is een abonnement nodig: prepaidgebruikers kunnen geen uitgaande gesprekken voeren omdat de kosten pas achteraf berekend kunnen worden.

### Telefoontoestellen

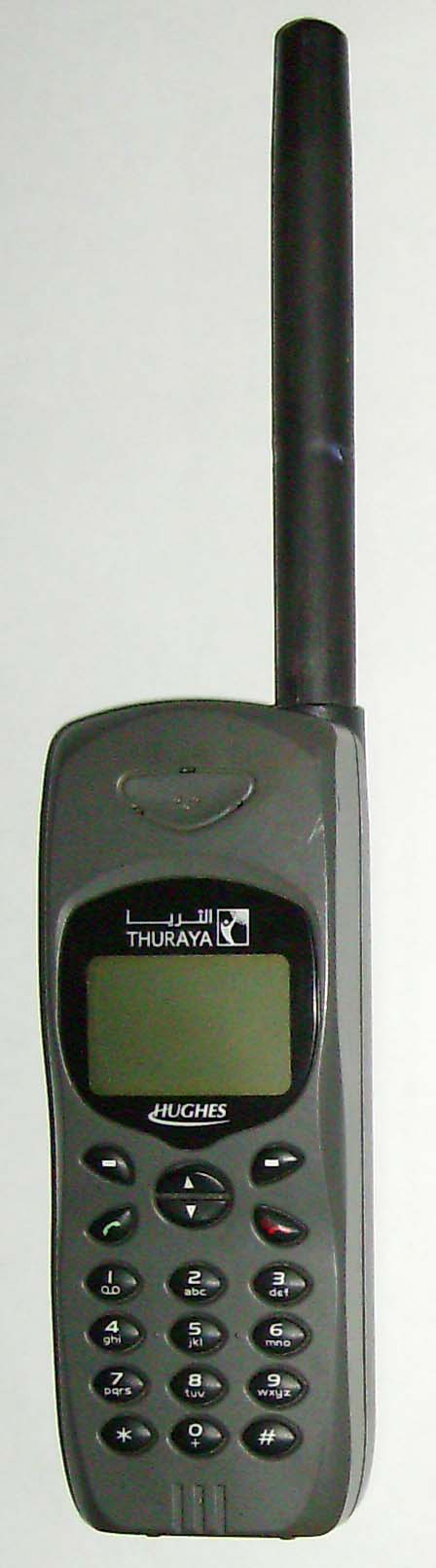

In juni 2008 waren de volgende draagbare toestellen verkrijgbaar, beide aangemerkt als tweedegeneratietoestellen:
- SG 2520: het uitgebreidste toestel voor spraak, data en andere diensten. Het toestel is voorzien van een camera. Mogelijkheden zijn vergelijkbaar met moderne mobiele telefoontoestellen. De SG 2520 ondersteunt roaming via mobiele telefoon;
- SG 2510: een compacter en lichter toestel met vergelijkbare diensten als de 2520, maar zonder roaming via mobiele telefonie.

Eerdere modellen:
Voor de introductie van bovenstaande toestellen waren verkrijgbaar:
- Hughes 7100 en Hughes 7101: draagbare toestellen voor satelliet en telefoniegebruik. Zonder camera en kleurenscherm of mms;
- Ascom - vergelijkbaar met de Hughestoestellen.

Deze toestellen worden nu eerstegeneratiehandsets genoemd.

### Docking stations en vaste toestellen
Voor de huidige toestellen is er een dockingstation waardoor het draagbare toestel gebruikt kan worden als vast opgesteld systeem. Er kunnen verscheidene standaardtelefoontoestellen worden aangesloten op een dockingstation. Ook een groep 3 fax en een computer voor datacommunicatie kunnen worden aangesloten. Door gebruik te maken van externe antennes kunnen de toestellen binnen (overdekt) gebruikt worden. Een systeem voor gebruik in auto's wordt door een extern bedrijf aangeboden. Voor de zogenaamde eerstegeneratietoestellen bestaan verschillende dockingsystemen. Behalve het vast opstellen van de draagbare toestellen biedt Thuraya ook bijzondere toestellen zoals:
- betaaltelefoon: voor openbaar gebruik is een toestel verkrijgbaar met chipkaart lezer,

Telefoonkaarten met een waarde van US$ 10 tot US$ 25 zijn beschikbaar voor dit systeem;
- een tweetal Public Calling Officemodellen voor het aanbieden van (betaalde) communicatiediensten via een operator of telefonist;
- marine services: een systeem aangepast voor gebruik aan boord van schepen. Deze unit heeft een noodknop voor het versturen van een noodbericht aan het Thuraya Emergency centrum waarbij de positie, die verkregen is via de ingebouwde gps-ontvanger automatisch wordt meegestuurd. Naast een groep 3 fax en een pcC voor data of internet kan er ook een apart telefoontoestel op worden aangesloten waarmee opvarenden met hun telefoonkaart gesprekken kunnen voeren.

### Data only systemen
Voor gebruik als internetmodem voor een laptop of pc is er een DSL-module. De DSL-module biedt een gedeeld communicatiekanaal tot maximaal 144 kbps via GPRS over de satelliet.
Ook is er een losse module leverbaar, bestemd voor inbouw in een computersysteem of ander apparaat. Een kant-en-klaar onderdeel dat het mogelijk maakt een circuit geschakelde verbinding op te zetten voor spraak of data tot 9600 bps. Ook een GmPRS-internetverbinding met een maximale bandbreedte van up 60 kbps en down 15 kbps is mogelijk. Deze module kan niet als zelfstandig toestel werken en moet geïntegreerd worden in een ander apparaat.

### Repeaters
Het gebruik van de draagbare toestellen in overdekte ruimtes is meestal niet mogelijk: een vrij en onbelemmerd zicht is noodzakelijk om de satellietverbinding op te zetten. Voor dekking op overdekte locaties kan een zogenaamde repeater worden ingezet.

## Satellieten en techniek
Het Thuraya netwerk omvat in 2008 drie satellieten, waarvan twee operationeel.
Er wordt gebruikgemaakt van geostationaire satellieten; dat betekent satellieten die op een vaste plek boven de evenaar hangen op ongeveer 35 duizend kilometer hoogte. Om verbinding tussen deze satellieten en de draagbare toestellen mogelijk te maken wordt gebruikgemaakt van spot beaming technieken: het elektronisch richten van een radiosignaal via een aantal antennes tegelijk.
- Thuraya 1[4] werd gelanceerd op 21 oktober 2000 vanaf het Sea Launch platform op de Stille Oceaan. De 5108 kg wegende communicatiesatelliet was toen de zwaarste satelliet die in een geostationaire baan was gebracht. Na de succesvolle lancering bleken niet alle zonnepanelen uit te vouwen waardoor er onvoldoende stroom gegenereerd werd voor normaal gebruik. De Thuraya 1 is in mei 2007 in een parkeerbaan cq. junk-orbit gebracht.[5]
- Thuraya 2[6] is op 10 juni 2003 gelanceerd, ook vanaf het Sea Launch platform. De satelliet bevindt zich op 44 graden Oost recht boven de evenaar.

Na lancering woog de satelliet 3200 kg en heeft een geschatte levensduur van 12 jaar. De twee vleugels met elk 5 panelen leveren 11 kW (einde levensduur). Uitgevouwen meet de satelliet 40,4 bij 17 meter. Er zijn twee antennesystemen: een ronde C-bandantenne met een diameter van 1,27 meter en een 12 x 16 meterreflector voor de 128 elements-dipool-L-bandantenne. Deze antennes kunnen 200 aparte spot-beamgebieden onderscheiden en maximaal 13.750 simultane spraakkanalen worden verwerkt.
- Thuraya 3 is eenzelfde model satelliet die gelanceerd is op 15 januari 2008. De positie is 98,5 graden Oosterlengte. Het verzorgingsgebied van Thuraya is door de lancering van deze satelliet uitgebreid in oostelijke richting.